# Jack Osbourne
Jack Joseph Osbourne (St John's Wood, Londres, Inglaterra; 8 de noviembre de 1985) es un actor británico de televisión y personalidad de los medios, hijo del músico de heavy metal Ozzy Osbourne y de la mánager Sharon Osbourne.

## Biografía

### Primeros años y familia
Osbourne tiene dos hermanas mayores, Kelly Osbourne y Aimée, y también una media hermana, Jessica Osbourne y su medio hermano, Louis John Osbourne, que son del matrimonio anterior de Ozzy con Thelma Riley. Osbourne también tiene un hermano adoptado, Robert Mercato, un viejo amigo de la familia que fue adoptado luego de que su madre muriera a causa de un cáncer de colon en el 2002.
Los Osbourne tienen varias mascotas, y Jack específicamente tiene un bulldog hembra llamado Lola. Jack dice que su niñez fue "perfectamente feliz y contenta". Los primeros seis años de su vida vivió en Chiltern Hills, Buckinghamshire. Cuando tenía seis años Sharon y Ozzy decidieron mudar a la familia a Los Ángeles, pero un año después regresaron a Buckinghamshire. Cuando Jack tenía 11 años, la familia se mudó al sur de California, pero esta vez a Beverly Hills. A pesar de tales mudanzas a temprana edad, Jack dice que "no lo encuentra muy perturbador".

### Educación
El único aspecto de su vida que se vio afectado por la constante mudanza fue su desempeño escolar y a Jack no le agradaba ir a la escuela, algo que no fue ayudado por el hecho de que cuando tenía ocho años, fue diagnosticado con una forma de dislexia, en la cual él podía leer una palabra pero le llevaba un largo tiempo comprender el significado de esa palabra, además cuando tenía diez años fue diagnosticado con ADHD. En ese tiempo, Jack estaba estudiando en la Christian school de Los Ángeles, pero su actitud fue "rezar mucho y así serás mejor" y Jack regresó a Inglaterra nuevamente por un año, antes de regresar a Los Ángeles. En esta oportunidad no volvió a Christian school, sino que fue a una escuela de necesidades especiales y le fue recetado Ritalin para combatir su trastorno por déficit de atención con hiperactividad.
Jack acompañó a Ozzy en sus giras desde su niñez y cuando tenía catorce años le fue ofrecida una pasantía en Virgin Records, mientras Sharon estaba representando a The Smashing Pumpkins en ese sello.
Después de que Sharon dejó de representar a The Smashing Pumpkins, Jack comenzó como cazatalentos en Epic Records como Ozzy lo hizo por mucho tiempo. También ayudó a Sharon en la organización del festival anual de su padre, el Ozzfest, avisándole sobre nuevas bandas.

### Vida personal
Osbourne y su prometida Lisa Stelly, tuvieron una hija llamada Pearl Clementine el 24 de abril de 2012. El 7 de octubre del mismo año se casaron en Hawái. En agosto de 2013, anunciaron que estaban esperando su segundo hijo, sin embargo un mes después, mientras Lisa transitaba el segundo trimestre de embarazo, sufrió un aborto; estaba esperando un varón que se iba a llamar Theo. El 13 de junio de 2015 nació su segunda hija Andy Rose. Su tercera hija, Minnie Theodora Osbourne, nació el 4 de febrero de 2018. Anunciaron su separación en mayo de 2018. Su divorcio fue finalizado el 5 de marzo de 2019.
Osbourne se comprometió con la diseñadora de moda Aree Gearhart en diciembre de 2021. En marzo de 2022 anunciaron que estaban esperando su primer hijo juntos, el cuarto de Osbourne. El 9 de julio de 2022 nació su hija Maple Artemis Osbourne. Osbourne y Gearhart se casaron en secreto en el rancho San Ysidro en California, en septiembre de 2023.
En junio de 2012, Osbourne anunció que había sido diagnosticado con esclerosis múltiple.

## Televisión

### The Osbournes
Jack saltó a la fama en 2002 apareciendo en el reality show de su familia, The Osbournes, que se emitió por MTV y ganó un premio Emmy en 2002.
Cuando le preguntaron inicialmente sobre la idea del show, Jack le dijo a Sharon "No quiero ser famoso". En el programa Jack fue mostrado como un adolescente rebelde que gustaba de las fiestas y de pelear con su hermana Kelly. En una canción de promoción de The Osbournes Jack Black canta la línea "and he's got a big 'fro on his head", describiendo el pelo rizado de Jack que creció más hasta que, finalmente, se rasuró en la tercera temporada.

## A posteriori
El éxito de The Osbournes le abrió muchas puertas a Jack, como cuando apareció brevemente en Goldmember junto al resto de su familia, y luego protagonizó una publicidad de Pepsi Twist con Kelly durante la Super Bowl 2003. En 2002, Jack también apareció en la sexta temporada de Dawson's Creek en el episodio "The Kid's Are Alright Part 1" como el amigo que consumía drogas de Audrey y en 2003 apareció en That 70s Show. Otro cameo fue en un capítulo de The X-Files, en el cual cantó Ice Ice Baby de Vanilla Ice.
Después de una rehabilitación por alcoholismo, Osbourne protagonizó su propio show en Channel 4 llamado Union Jack. En 2004 vuelve a la pantalla grande por segunda vez para interpretar un papel secundario de promotor musical en New York Minute, una película protagonizada por las gemelas Olsen. 
En 2005 protagonizó su propio programa, Jack Osbourne: Adrenaline Junkie de montañismo y senderismo en destinos como Tailandia y Belice. Después reemplazó a Stephen Mulhen en un programa infantil matinal de CITV. A continuación, participó en Sport Relief y ganó por decisión unánime en un combate de boxeo a tres asaltos de un minuto contra Bradley McIntosh, cantante de la banda S Club 7, para recaudar dinero para una organización benéfica.
Participó en el reality show Armed & Famous, retirado de CBS en 2007, después de que una mujer de Indiana demandara a Osbourne por allanar su casa accidentalmente durante la filmación. También participó en el Rally de Mongolia y se reunió con su familia para el reality show Osbournes Reloaded, que se estrenó el 31 de marzo de 2009 y se canceló tras el primer episodio.
En agosto de 2010 dirigió su primer videoclip, para una canción de su padre, del album Scream. Realizó y produjo un documental sobre su famoso padre, God Blessed Ozzy Osbourne que se estrenó en el festival de Tribeca en abril de 2011. Trabajó para Fuse News de febrero de 2013 a principios de 2014. Tuvo un programa de investigación paranormal titulado Haunted Highway que se emitió en dos temporadas cada una de seis episodios en Syfy durante los veranos de 2012 y 2013.
Entre 2016 y 2018 apareció con su padre Ozzy en la serie estadounidense de viajes internacionales Ozzy & Jack's World Detour de History Channel. Después tuvo tres programas de televisión paranormales en Travel Channel, Jack Osbourne's Night of Terror, Portals to Hell y The Osbournes Want to Believe, protagonizado por sus padres, hasta la muerte de Ozzy, el 22 de julio de 2025.